# Inibidor seletivo de recaptação de serotonina

Serotonina

Os inibidores selectivos da recaptação da serotonina (ISRS ou SSRI) são uma classe de fármacos usados no tratamento de síndromes depressivas, transtornos de ansiedade e alguns tipos de transtorno de personalidade.
Os ISRSs aumentam a concentração extracelular do neurotransmissor serotonina no corpo e no cérebro, sendo o efeito mais importante no cérebro. O grau de selectividade para outros transportadores de monoaminas (como a dopamina ou noradrenalina) é variável, embora a afinidade seja de forma geral desprezível; portanto, os ISRS não aumentam a concentração de outros neurotransmissores, diretamente.
São a primeira classe de fármacos psicotrópicos a serem racionalmente desenhados, e são os antidepressivos mais amplamente prescritos em muitos países.

## Farmacologia
Eles bloqueiam os receptores membranares do neurónios pré-sinápticos que recolhem serotonina (ou 5-HT), neurotransmissores do cérebro importantes, do exterior da célula (fenda sináptica) e portanto maximizam a duração da sua acção nos neurónios pós-sinápticos.

## Efeitos secundários
Eles são menos perigosos na ocorrência de overdose que os antidepressivo tricíclicos e não causam efeitos secundários autónomos, mas são possivelmente menos eficazes em casos de depressão profunda.
Efeitos secundários em pessoas não deprimidas e nas primeiras semanas em deprimidos:
- Sedação
- Confusão
- Perda da coordenação motora precisa

Utilização a longo prazo:
- Alívio dos sintomas de Depressão nervosa

Efeitos adversos:
- Cansaço

- Náuseas
- Falta de apetite = anorexia (não confundir com anorexia nervosa, que subentende uma distorção mental do próprio corpo por parte do indivíduo)
- Insónias
- Diminuição da função sexual
- Mania/Hipomania
- Possível aumento de hostilidade, violência
- Se ingeridos com inibidores da MAO pode dar reacção de serotonina, com hipertermia e choque cardiovascular possivelmente fatal.

Houve alguma discussão sobre se o uso de ISRS levaria a um aumento do número de suicídios, mas estudos  afastaram esta hipótese, pelo menos no adulto.

## Interacções
O seu metabolismo é aumentado, por vezes de forma perigosa, pelo uso simultâneo de aspirina, fenilbutazona e esteróides.
Os ISRS são fortemente contra-indicados em pacientes medicados com inibidores da MAO, uma vez que esta associação pode induzir a síndrome serotoninérgico, possivelmente fatal.

## Usos clínicos
Os inibidores do transportador da serotonina são usados em depressão leve ou grave, ataques de ansiedade ou pânico, transtorno obsessivo-compulsivo e distúrbio bipolar.

## Exemplos
- Citalopram
- Escitalopram
- Fluoxetina
- Fluvoxamina
- Paroxetina
- Sertralina